# Olybria
Olybria is een geslacht van vlinders van de familie snuitmotten (Pyralidae), uit de onderfamilie Phycitinae.

## Soorten
- O. aliculella Hulst, 1887
- O. furciferella Dyar, 1904